# Alina Shalamova und Nikolay Shalamov
Alina Shalamova und Nikolay Shalamov sind ein Klavierduo und Pianistenehepaar.

## Gründung
Das 2009 gegründete Klavierduo des Ehepaares – sie ist Bulgarin, er Russe – erzielte im Jahr 2015 den 1. Preis beim 64. Internationalen ARD-Musikwettbewerb , ein Preis, der in der 63-jährigen Geschichte des 1952 gegründeten Wettbewerbs bis dahin erst zweimal vergeben worden war.

## Ausbildung
Ihre Ausbildung als Duo erhielt das Paar an der Nationalen Musikakademie „Pantscho Wladigerow“ in Sofia in der Klasse von Prof. Milena Mollova, einer Gilels-Schülerin, sowie an der Escuela Superior de Música 'Reina Sofia', Madrid. Derzeit studiert das Duo bei dem „Solisten mit vier Händen“, dem Klavierduo der Brüder Hans-Peter und Volker Stenzl an der Hochschule für Musik und Theater Rostock. Mit Meisterkursen bei Jacques Rouvier und dem Duo Tami Kanazawa und Yuval Admony (Japan/Israel) runden sie ihre Ausbildung ab.

## Repertoire
Shalamova/Shalamov führen vor allem Klavierduo-Originalwerke des 18.–20. Jahrhunderts auf, von Mozart über Czerny und Schubert bis Debussy, Ravel und Schönberg bis hin zur Gegenwart (Paul Hindemith, Ferran Cruixent).

## Auftritte
2017 debütierte das Duo, das bereits Konzerte mit dem Symphonieorchester des Bayerischen Rundfunks, der Norddeutschen Philharmonie Rostock und dem Symphony Orchestra Sofia absolviert hatte, im Kammermusiksaal der Berliner Philharmonie. Sie konzertierten ebenfalls im Auditorio Nacional de Música Madrid, im Palau de la Música Catalana Barcelona, der Philharmonie Luxemburg und dem Palais des Beaux Arts Brüssel. Sie waren wiederholt Gäste beim Rheingau Musik Festival und dem Nymphenburger Sommer.